# Icoana
Icoana es una comuna ubicada en el distrito de Olt, Rumania.

## Superficie
Posee una superficie de 55,93 kilómetros cuadrados.

## Demografía
Hasta 2021 la población era de 1591 habitantes, con una densidad de población de 28,45 habitantes por kilómetro cuadrado.